# Juan de Acuña (obispo)

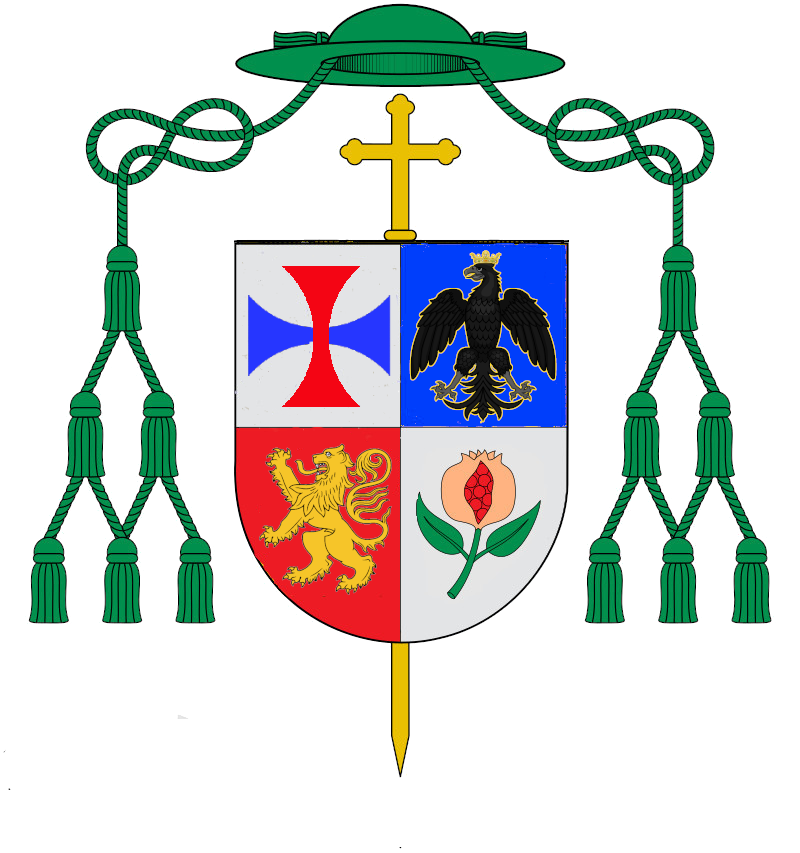
Escudo episcopal de Monseñor Juan de Acuña. Recreado a partir del escudo que se encuentra bordado en una casulla de la época

Juan de Acuña, a veces italianizado como Giovanni di Acugna, (Miguel Esteban, c. 1475 – L'Aquila,  25 de julio de 1578) fue un obispo católico español.

## Biografía[2]
Nacido alrededor de 1475, en Miguel Esteban (Toledo) hijo de Fernando Vázquez de Acuña y Villodre (nieto del Duque de Huete) y de Aldonza de Villaseñor y Gutiérrez de Tapia, vecinos de Miguel Esteban. El padre era descendiente de la noble familia española de la Casa de Acuña, originaria de Portugal.  La madre descendía de las familias hidalgas más influyentes de la Villa de Miguel Esteban y sus alrededores, los Villaseñor y los Tapia, que poseían desde tiempo de la Reconquista diversas propiedades y haciendas. En la iglesia parroquial de San Andrés de Miguel Esteban existía la Capilla de Santa Lucía cuyo patronato pertenecía a esta familia. Había sido fundada en 1415 por Aldonza Gutiérrez de Tapia, esposa de Fernando Alonso de Villaseñor, Mayordomo del Rey Juan II de Castilla, caballero de Santiago y Comendador de Campo de Criptana
Siendo joven, se fue a Roma, donde realizaría los estudios eclesiásticos, ordenándose sacerdote secular. El 28 de abril de 1526 es nombrado capellán de la mencionada Capilla de Santa Lucia, concesión otorgada por el Prior santiaguista de Uclés Francisco Martínez, a propuesta de su hermano Luis de Acuña, patrón de la capellanía.
En los años que vivió en Roma pudo adquirir experiencia palaciega y diplomática, integrándose en la corte de Felipe II. Algunas fuentes aseguran que fue confesor de Felipe II.Lo que sí parece más cierto, es que fue confesor del Gran Condestable del Reino de Nápoles, Ascanio Colonna (†1557).
Ya en edad muy avanzada, Felipe II lo propone como Obispo de la diócesis de L'Aquila  en 1559  (en el antiguo Reino de Nápoles en Italia) en sustitución de Álvaro de la Quadra, que fue enviado a Inglaterra como embajador de España, por orden de Felipe II.
Juan de Acuña recibe la ordenación episcopal por manos del Papa Pío IV el 15 de enero de 1561, y el 24 de marzo tomó posesión canónica de la sede episcopal.
Algunos años después, en 1577, dada su longevidad, se nombró por parte de la Santa Sede, un Vicario Apostólico para la diócesis, en la persona de Ercole Lamia, Protonotario Apostólico. 
Durante su episcopado se preocupó en aplicar los decretos y disposiciones del Concilio de Trento, instaurando un Seminario Diocesano y otras instituciones, como la Cofradía de san Jerónimo o de la muerte, con las mismas prerrogativas que la fundada en Roma. En 1569 crea en la Catedral la figura del Penitenciario, con la facultad de absolver casos reservados. Mejoró una Institución para Huérfanos, dependiente de la Cofradía del Santísimo Sacramento. Ordenó que los párrocos realizasen el inventario de bienes de las parroquias y se actualizase con frecuencia, guardándose copia de los mismos en la curia.  
El 14 de mayo de 1571, consagró el nuevo altar y la basílica de San  Bernardino de Siena,  tras unas profundas obras de reforma. En el campo cultural patrocinó la fundación de la Accademia dei Fortunati, cuya evolución adquirió un gran prestigio e influencia en la ciudad. 
Ayudado por el Vicario Apostólico convocó un Sínodo Diocesano, finalizado en marzo de 1578, para intentar erradicar las faltas de disciplina y moralidad del influyente clero local, mas éste desoyendo la autoridad del Vicario y aprovechándose de la debilidad del obispo por su ancianidad, siguieron incorregibles en muchas de sus actitudes.
Dotó a la Catedral de diversos ornamentos y ajuar litúrgico, edificó la sacristía (1568) con un valioso mobiliario en madera de nogal, que hoy día aún se conserva. Asimismo, en su tiempo, se construyó una alta torre campanario, rematada por una cúpula o chapitel emplomado, obra del arquitecto Girolano Pico Fonticulano, que con los diversos terremotos de siglos posteriores no ha subsistido. 
Durante su pontificado Margarita de Austria o de Parma, hermana de Felipe II, residió  en Aquila, como gobernadora de la Región del Abruzzo, siendo recibida oficialmente 1569 con todo boato y solemnidad por las autoridades y próceres de la ciudad, incluido monseñor Acuña.
Murió con más de cien años, el 25 de julio de  1578 y fue enterrado en la Catedral de la ciudad de los Santos Máximo y Jorge.
El mismo arquitecto Girolano Pico Fonticulao, dejó escrito sobre él que era un hombre bondadoso, con fama de santo, preocupado por el culto divino; por último relata que sus funerales duraron quince días, conmocionando a todos los miembros del Cabildo catedralicio y de las demás instituciones eclesiásticas, siendo inhumado en un notable sepulcro.
Sobre su tumba se inscribió el siguiente epitafio:

Joanni de Acugna Episcopo vigilantissimo , et vita sanctitate integerrimo, de sacris his Aedibus, de sacrificiis ac de ómnibus benemérito, quod immensis sumptibus sacrarium aedificaverit, sacraque pretiosa suppellectili idem ditaverit, quod vasta mole turrim erexerit. Quod sua demum omnia condonaverit. Urbs Aquila, Sacerdotumque coectus in rerum bene gestarum recordatione PP. Obiit Vlll Kal. mensis augusti MDLXXIIX.
A Juan de Acuña, obispo muy diligente y de vida de santidad muy íntegro, benemérito de sacrificios y de todos los hechos, que edificó con grandes gastos, la sacristía de esta Sagrada Casa y la enriqueció con preciosos ornamentos sagrados, que erigió una alta torre. El cual, finalmente, se reconcilió con todos los suyos. La ciudad de Aquila y el conjunto de los sacerdotes, en memoria de las obras bien realizadas. Piadosamente murió (VIII kalenda del mes de agosto) el 25 de julio de 1578.